# Traité de Fontainebleau (1785)
Pour les articles homonymes, voir Traité de Fontainebleau.
Le traité de Fontainebleau de 1785 fut conclu entre l’empereur d’Autriche Joseph II et la République des Provinces-Unies, à l'issue de la guerre dite de la marmite (cette guerre ayant fait comme seule «victime» une marmite, trouée par un boulet), par laquelle Joseph II avait tenté de forcer le blocus de l’Escaut. Les Hollandais, appuyés par la France et la Prusse, le firent cependant reculer moyennant versement de 8,5 millions de florins en novembre. Le traité confirme la fermeture de l’Escaut et prévoit par ailleurs la cession de quelques territoires aux Pays-Bas autrichiens (dont Fort Lillo, et le Comté de Dalhem et Fallais en Outremeuse des États).